# Carnidae
Carnidae zijn een familie uit de orde van de tweevleugeligen (Diptera), onderorde vliegen (Brachycera). Wereldwijd omvat deze familie zo'n 6 genera en 92 soorten.

## In Nederland waargenomen soorten
- Genus: Carnus
  - Carnus hemapterus
- Genus: Meoneura
  - Meoneura alphabetica
  - Meoneura atoma
  - Meoneura bicuspidata
  - Meoneura flavifacies
  - Meoneura glaberrima
  - Meoneura lacteipennis
  - Meoneura minutissima
  - Meoneura neottiophila
  - Meoneura obscurella
  - Meoneura prima
  - Meoneura triangularis
  - Meoneura vagans